# كونستانس كاري هاريسون
كونستانس كاري هاريسون (بالإنجليزية: Constance Cary Harrison)‏ هي نجمة اجتماعية أمريكية، ولدت في 25 أبريل 1843 في بورت جيبسون في الولايات المتحدة، وتوفيت في 21 نوفمبر 1920 في واشنطن العاصمة في الولايات المتحدة.

## وصلات خارجية
- كونستانس كاري هاريسون على موقع IMDb (الإنجليزية)